# Fujitec
Fujitec Co., Ltd. (яп. フジテック株式会社 фудзитех) — многонациональная японская компания, один из крупнейших производителей подъемного оборудования. Штаб-квартира Хиконе.

## Описание
Компания основана в 1948 году, она производит и проектирует подъемное оборудование, лифты, эскалаторы, пассажирский конвейер. Компания имеет две фабрики в Японии, а также фабрики в городе Инчхон (Корея), в городе Ченнаи (Индия), в американском городе Мейсон (Огайо), на Тайване и Китае. Зарегистрирована на Токийской фондовой бирже. За 2017 финансовый год, чистый доход компании составил 8,8 млрд. Иен (83,5 млн. Долларов США). Общее количество работников компании 9 931 человек на (2018 год).
Fujitec проектировала установку своего подъемного оборудования на Правительственное офисное здание Квинсвей в Гонконге. А также небоскребов Shinjuku Center Building и Abeno Harukas в Японии. Производства в Европе и России не имеет, импортирует свою продукцию через дистрибьюторов.

## Галерея

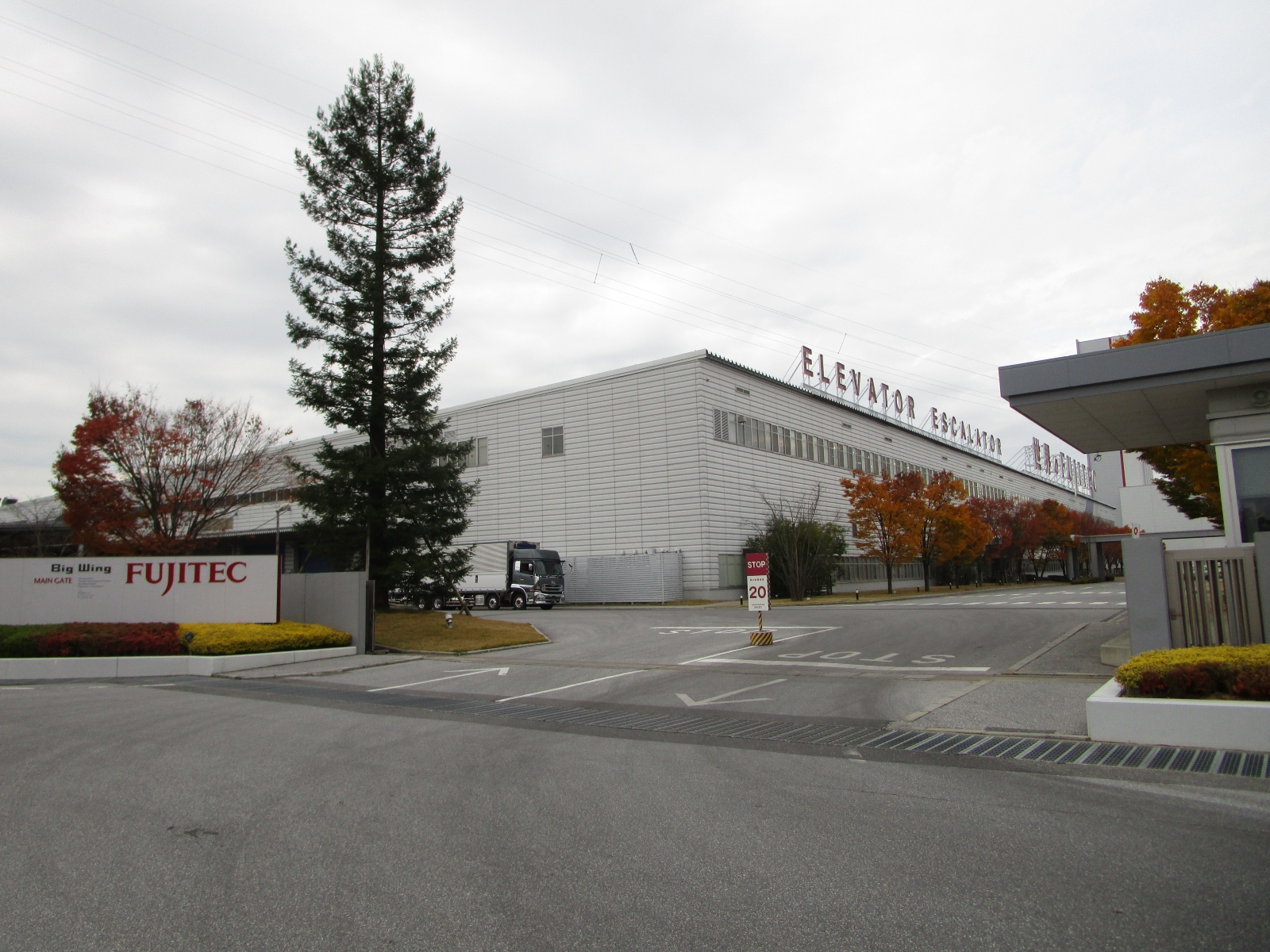
Фабрика в Японии
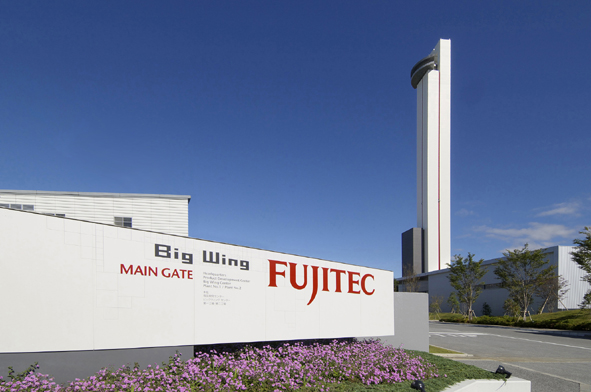
штаб-квартира
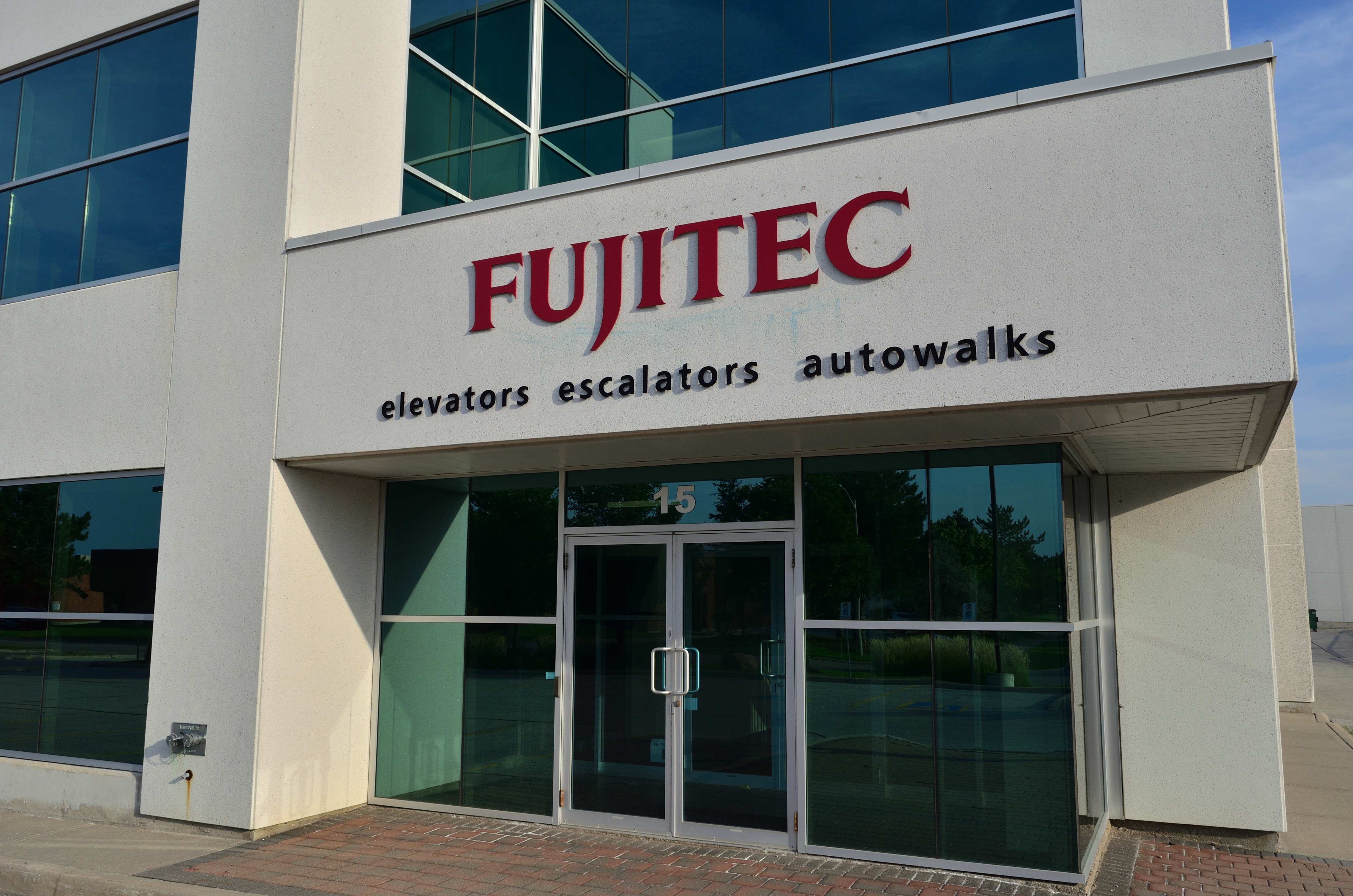
Фабрика в США